# Dyspteris suffectaria
Dyspteris suffectaria là một loài bướm đêm trong họ Geometridae.